# Hadiz de Gabriel
El Hadiz de Gabriel (también conocido como Ḥadīth Jibrīl ) es en el Islam sunita, un hadiz del profeta islámico Mahoma (el último profeta del Islam) que expresa la religión del Islam de manera concisa.  Se cree que contiene un resumen de los núcleos de la religión del Islam, que son:
1. Islam (إسلام), que se describe con los "cinco pilares del Islam".
2. Īmān (إيمان), que se describe con los "Seis Artículos de Fe".
3. Iḥsān (إحسان), o "hacer lo bello".
4. al-Sā'ah (الساعة), o La Hora, que no se describe, pero se dan sus señales.

Este hadiz se encuentra tanto en la colección Ṣaḥīḥ al-Bujari como en la Ṣaḥiḥ Muslim. Los eruditos islámicos lo han llamado el hadiz de Gabriel porque, según se informa, el arcángel Gabriel se aparece a Mahoma y a quienes lo rodean en forma humana.